# فنلاند غربی (استان)
استان فنلاند غربی (به فنلاندی: Länsi-Suomen lääni) یک استان در کشور فنلاند بود که در ۱ سپتامبر ۱۹۹۷ میلادی تأسیس شده‌بود و پس از تقسیمات اداری جدید فنلاند، در تاریخ ۱ ژانویه ۲۰۱۰ میلادی منسوخ شد.

## خصوصیات
استان فنلاند غربی ۷۴٬۱۸۵ کیلومترمربع مساحت و ۱٬۸۸۹٬۵۴۲ نفر جمعیت دارد.

## مناطق
استان فنلاند غربی به هفت منطقهٔ زیر تقسیم می‌گردد:
- اوستروبوتنیای جنوبی
- اوستروبوتنیا
- پیرکانما
- ساتاکونتا
- اوستروبوتنیای مرکزی
- فنلاند مرکزی
- Finland Proper